# St. Ulrich (Gisseltshausen)

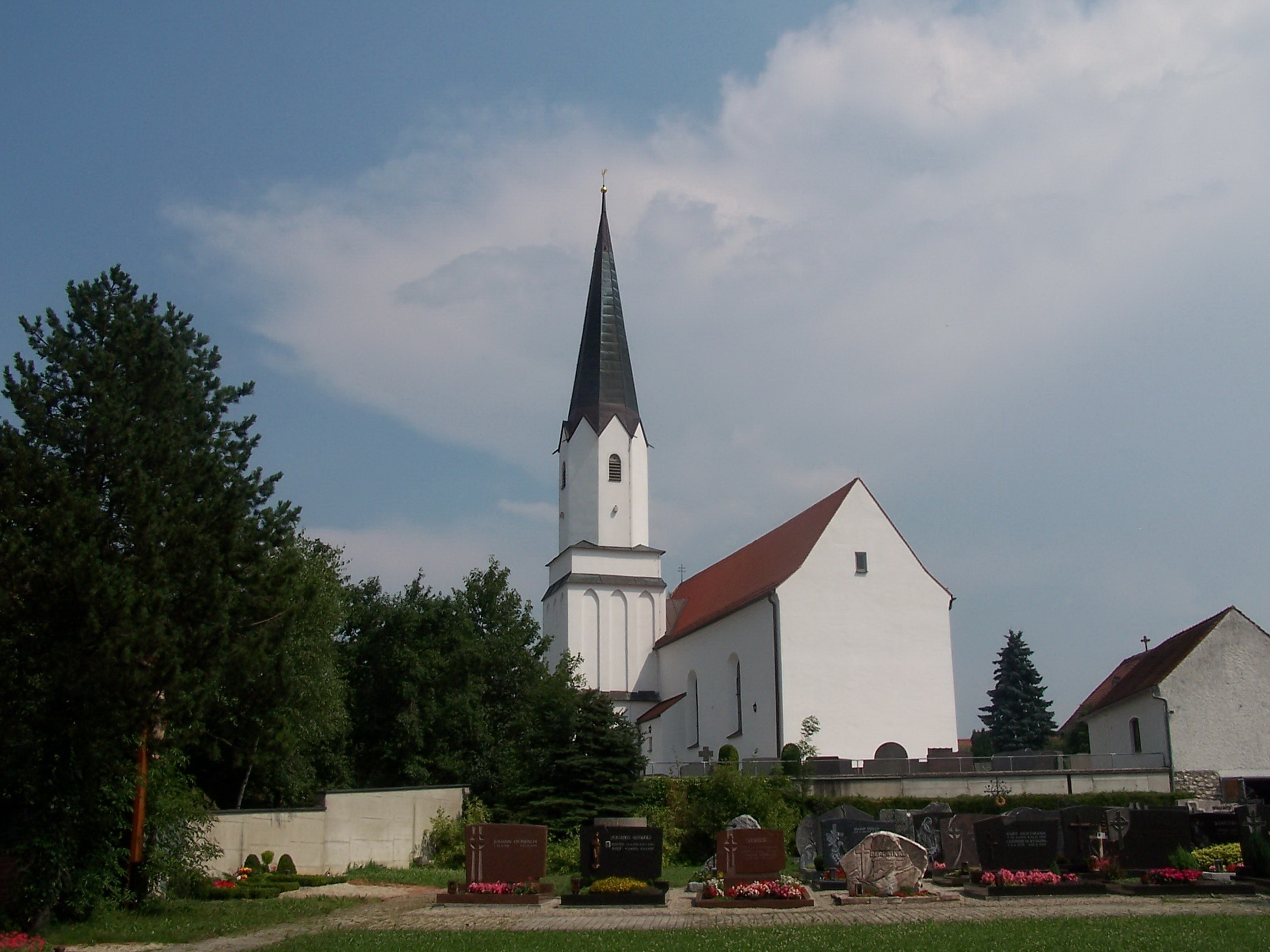
Außenansicht der Filialkirche St. Ulrich von Westen

Die römisch-katholische Filialkirche St. Ulrich in Gisseltshausen, einem Ortsteil der Stadt Rottenburg an der Laaber im niederbayerischen Landkreis Landshut, wurde im Laufe der Zeit mehrfach baulich verändert. Der für die Größe der Kirche bemerkenswerte Chor wurde in der zweiten Hälfte des 15. Jahrhunderts von dem Landshuter Baumeister Peter Westermeier, einem Angehörigen der berühmten Landshuter Bauhütte, errichtet. Das Gotteshaus, das auf einer Anhöhe über dem Tal der Großen Laber liegt, ist dem heiligen Ulrich von Augsburg (Gedenktag: 4. Juli) geweiht. Es ist eine Filialkirche der Pfarrei St. Georg in Rottenburg.

## Geschichte
Die Kirche in Gisseltshausen geht auf einen Bau aus dem Hochmittelalter zurück, das Langhaus ist im Kern romanisch. Zwischenzeitlich, etwa im 14. und 15. Jahrhundert, war Gisseltshausen Pfarrkirche, nachdem die Urkirche in Münster den Pfarrsitz abgeben musste. So wurde Gisseltshausen 1326, 1347 und 1373 als Pfarrsitz urkundlich erwähnt. Erst im 15. Jahrhundert wurde dieser in den neu gegründeten Markt Rottenburg verlegt. Der spätgotische Chor wurde wohl in der zweiten Hälfte des 15. Jahrhunderts angebaut. Er wird heute dem Landshuter Baumeister Peter Westermeier zugeschrieben.
Im Jahr 1590 besaß die Kirche St. Ulrich bereits einen Friedhof und drei Altäre, die den Heiligen Ulrich, Sebastian und Maria geweiht waren. Um 1685 erhielt die Kirche ihren heutigen Turm, der mit zwei Glocken ausgestattet wurde. In der ersten Hälfte des 18. Jahrhunderts wurde die Kirche barockisiert und erhielt dabei im Wesentlichen ihre heutige Ausstattung.
Größere Instandhaltungsmaßnahmen an dem Kirchengebäude wurden 1844, 1874/75 und 1929 durchgeführt. 1931 und 1935 erhielt die Kirche je eine neue Glocke des Landshuter Glockengießers Johann Hahn; diese ersetzten die Glocken aus der Erbauungszeit des Turmes. Die Nachkriegsjahre brachten für die Filialgemeinde große finanzielle Opfer mit sich: 1949 wurde der Friedhof erweitert und ein Leichenhaus erbaut, 1952 das Kirchendach repariert, 1955 das Gestühl erneuert und 1958 eine neue Orgel eingebaut. In den 1970er Jahren wurde wiederum investiert: So fand 1975 wurde eine Außenrenovierung des Kirchengebäudes statt, im gleichen Jahr wurden vier neue Glocken und ein elektrisches Läutewerk angeschafft, 1976 das Leichenhaus vergrößert und 1979 der Friedhof erneut nach Westen erweitert. Die bisher letzte bauliche Maßnahme war die Instandsetzung von Dachstuhl und Turm in den Jahren 2003 bis 2005.

## Beschreibung

### Außenbau

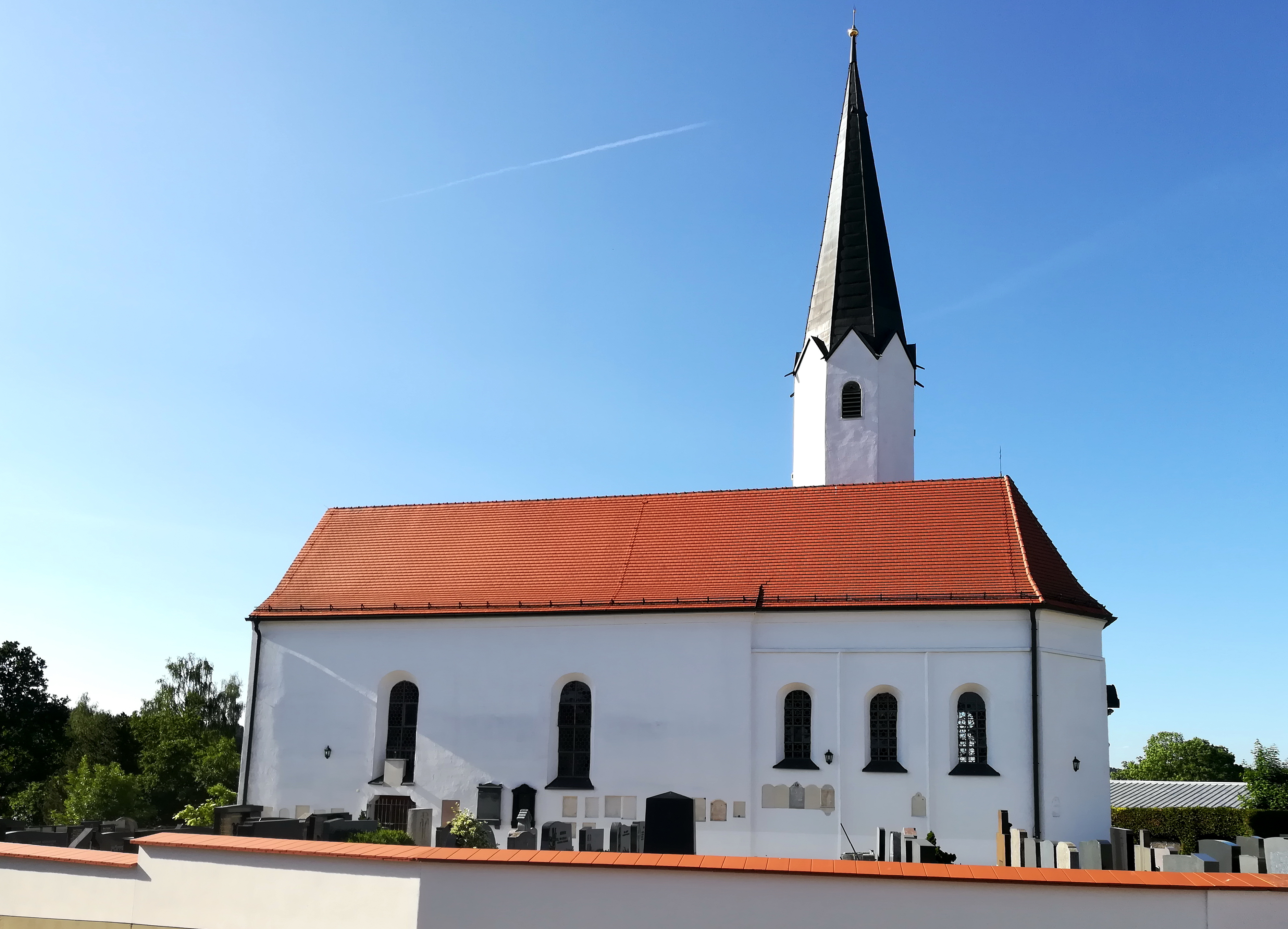
Außenansicht von Süden

St. Ulrich ist eine nach Osten ausgerichtete, im Kern romanische Saalkirche mit spätgotischem Chor. Das Langhaus umfasst drei Fensterachsen, der kaum eingezogene Chor drei Joche und einen Schluss in drei Seiten des Achtecks. Nördlich am Chor ist ein sogenannter Chorflankenturm angebaut, der im Erdgeschoss die Sakristei enthält. Im Winkel zwischen Turm und Langhaus befindet sich ein schmaler Anbau mit dem Aufgang zur Kanzel.
Der komplett verputzte Außenbau ist schlicht gehalten. Der Chor besitzt einen einfachen, geschrägten Sockel, schwache Dreieckstreben und ein Friesband unter dem Dach. Das Langhaus ist ohne Sockel ausgeführt und auch im Übrigen ungegliedert. Die Fensteröffnungen sind barock ausgerundet. Der Chorschluss ist fensterlos; genau die beiden westlichen Chorjoche auf der Nordseite, wo der Turm angebaut ist. Das einzige Portal befindet sich auf der Südseite im westlichen Langhausjoch. Es weist einen einfachen Kragsturz auf. Das frühere Nordportal ist zugesetzt.
Der Turm besitzt einen zweimal abgesetzten, quadratischen Unterbau. Im Erdgeschoss ist die Sakristei untergebracht, die auf drei Seiten durch hochrechteckige Fenster mit stichbogigem Abschluss beleuchtet wird. Diese befinden sich jeweils in einem rechteckigen, oben abgestuften Schräggewände. Das überhöhte zweite Turmgeschoss ist durch drei schlanke Spitzbogenblenden je Seite gegliedert. Der achtseitige, barocke Oberbau besitzt nach vier Seiten hin gedrungene, rundbogige Schallöffnungen. Die Turmuhr besitzt keine Ziffernblätter. Acht Dreiecksgiebel leiten zu dem kupfergedeckten Spitzhelm über. Ein Charakteristikum des Turmes ist der Gegensatz zwischen dem massigen Unterbau und dem schlanken Aufsatz.

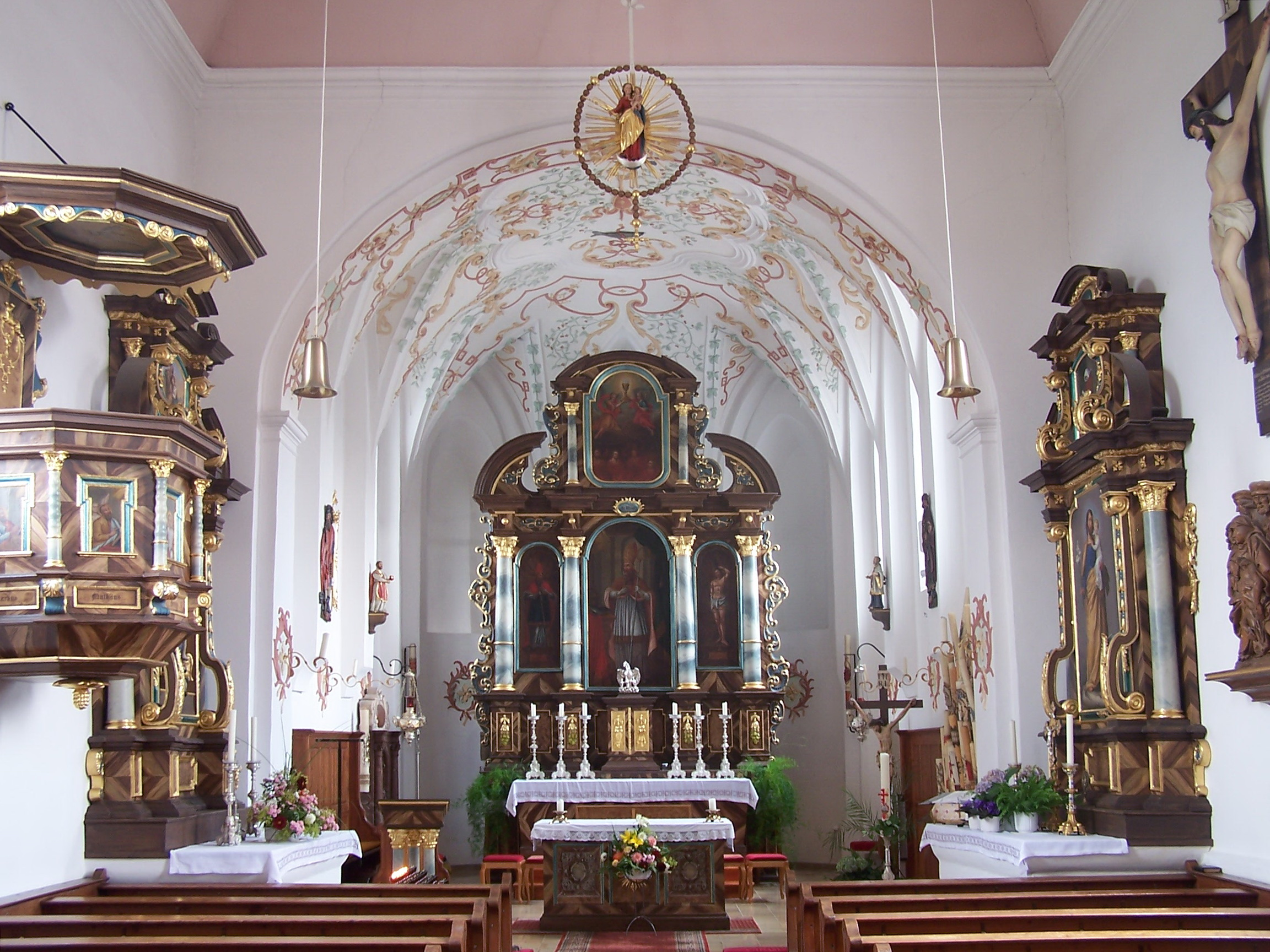
Innenansicht der Filialkirche St. Ulrich

### Innenraum
Während das Langhaus eine flache Spiegeldecke aufweist, die mit einem geschwungenen Stuckrahmen verziert ist, besitzt der Chor ein spätgotisches Tonnengewölbe mit Stichkappen. Die Gewölberippen aus der Erbauungszeit wurden abgeschlagen und machten um 1730 Platz für Stuckaturen im Stil des frühen Rokoko. Der Chorbogen ist rund und auf beiden Seiten mit barocken Pilastern besetzt. In der Sakristei ist ein spätgotisches Netzrippengewölbe auf gefasten Eckpfeilern erhalten. Dessen birnstabförmige Rippen ruhen auf runden Profilkonsolen. Im rückwärtigen Teil des Langhauses ist eine Doppelempore eingezogen. Während die obere Brüstung mit Ornamenten ähnlich den Stuckaturen im Chor verziert ist, sind an der unteren Brüstung acht der vierzehn Kreuzwegtafeln aus dem Jahr 1769 angebracht.

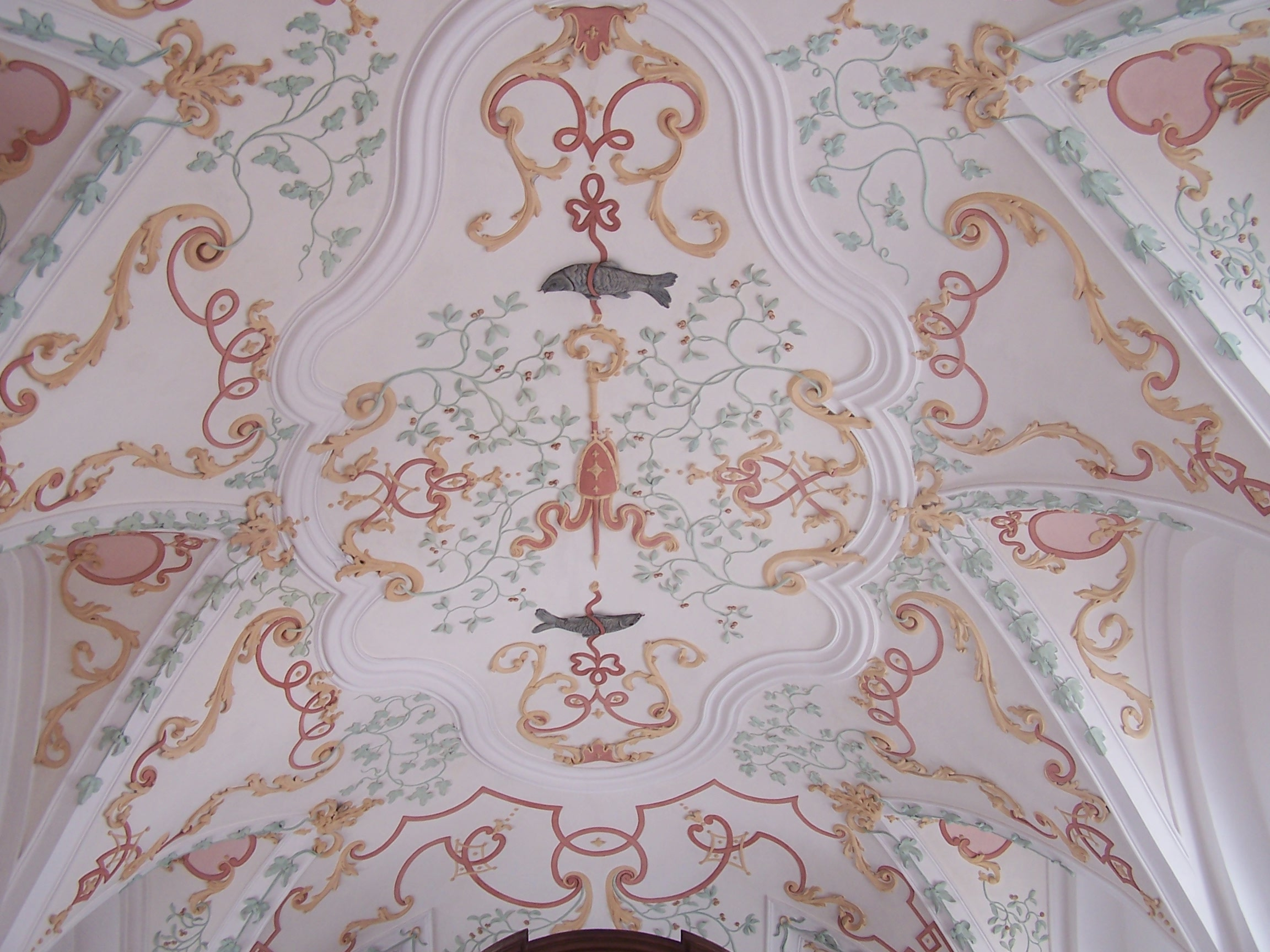
Stuckaturen im Chorraum

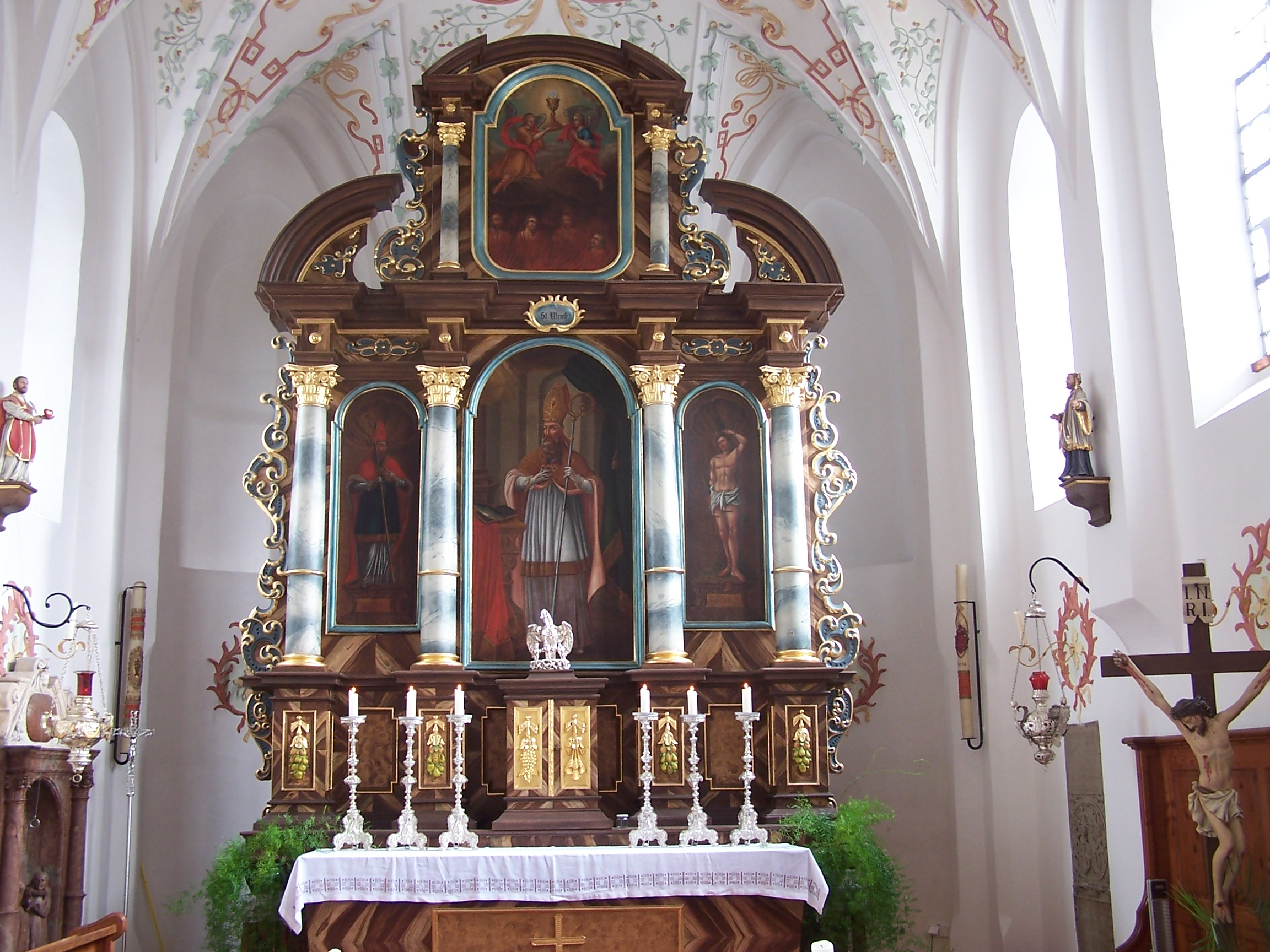
Hochaltar

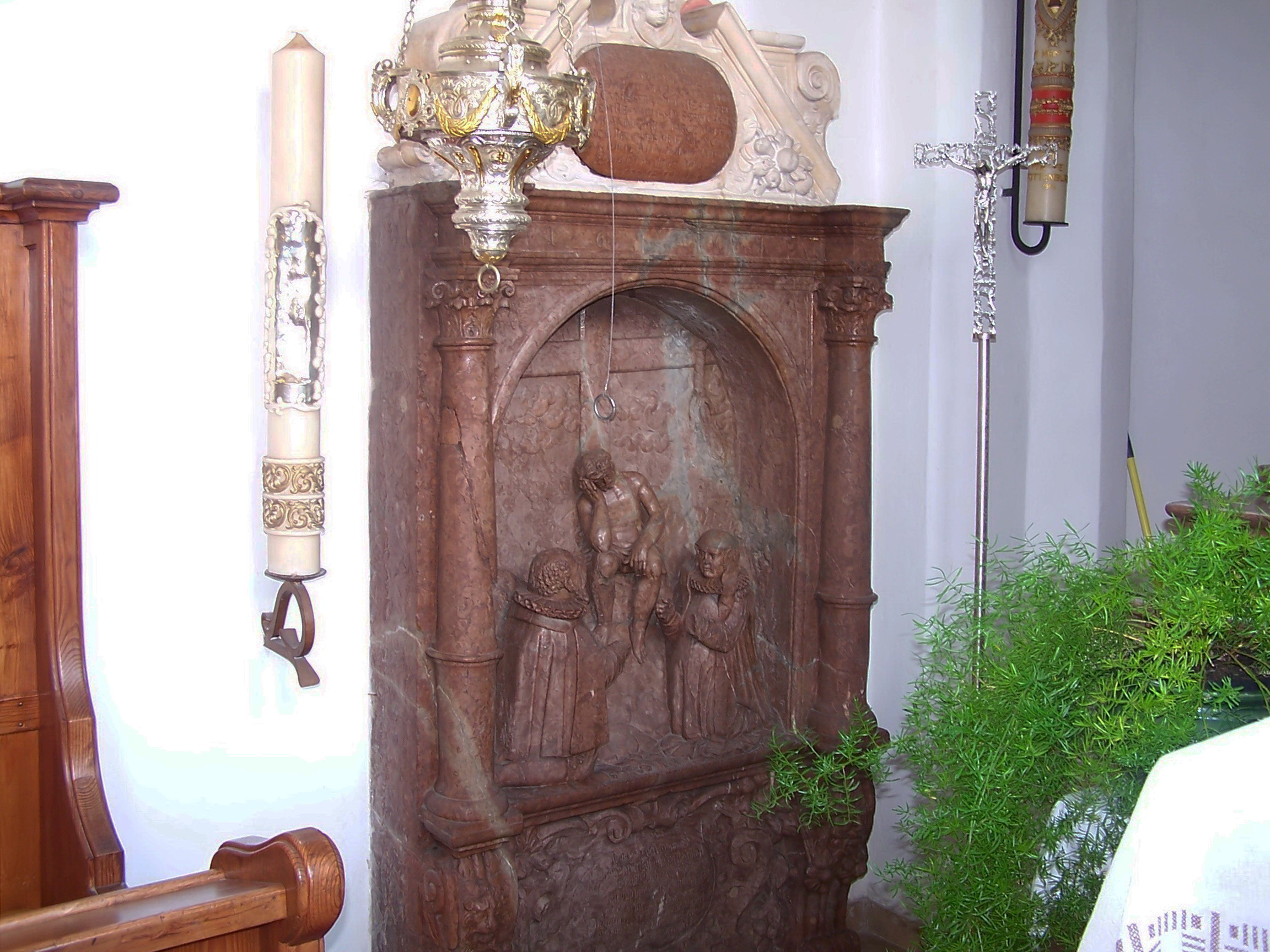
Rotmarmor-Epitaph für Christoph Viepeckh zu Habelsbach († 1610)

## Ausstattung

### Stuckaturen
Das Chorgewölbe ist mit Stuckaturen im Stile des früheren Rokoko aus der Zeit um 1730 überzogen. Ein größeres Feld in der Mitte, das von einem geschwungenen Stuckrahmen begrenzt wird, zeigt neben den Attributen des heiligen Ulrich reiches, naturalistisch gebildetes Rankwerk sowie Laub- und Bandelwerk. Ähnliche Verzierungen finden sich in den Gewölbezwickeln, am Chorbogen, an den Apostelleuchtern im Chorraum sowie an der oberen Emporenbrüstung.

### Altäre
Der Hochaltar aus der Zeit um 1680 ist ein barocker Aufbau, der von vier massigen Säulen getragen wird und mit einem zweisäuligen Aufsatz zwischen Giebelstücken und seitlichem Knorpelwerk bekrönt ist. Über dem klassizistischen Tabernakel aus der Zeit um 1800 befinden zwischen den Säulen Gemälde des heiligen Wolfgang (links), des Kirchenpatrons Ulrich (Mitte, das größte Gemälde) und des heiligen Sebastian (rechts). Auf dem Auszugsgemälde sind die Armen Seelen im Fegefeuer dargestellt. Der
Im Jahr 1982 erhielt die Filialkirche einen Volksaltar und einen Ambo von der Firma Steininger aus Dingolfing.
Die beiden Seitenaltäre sind ebenfalls barock und dürften um 1700 entstanden sein. Die mangels Platz neben dem Chorbogen an den Seitenwänden des Langhauses platzierten Altäre besitzen je zwei Säulen und zwei Volutenpilaster. Der linke Seitenaltar zeigt eine plastische Pietà aus dem 14. Jahrhundert und im Oberbild die heilige Anna. Der rechte Seitenaltar umfasst eine Darstellung des heiligen Josef mit Jesuskind sowie die heilige Gertraud im Oberbild.

### Übrige Ausstattung
Direkt neben dem linken Seitenaltar befindet sich die barocke Kanzel, die einen polygonalen Korpus mit gewundenen Ecksäulchen besitzt. Auf den Holzkorpus sind Darstellungen Jesu Christi und der vier Evangelisten aufgemalt. An der gegenüberliegenden Langhauswand befindet sich ein Missionskreuz der Redemptoristen aus dem Jahr 1851. Darunter ist ein qualitätvolles Holzrelief der Beweinung Christi angebracht, eine sechsfigurige Gruppe aus dem frühen 16. Jahrhundert. Die Kreuzweg wurden 1769 im Stile des volkstümlichen Barock erstellt. Sie befinden sich im rückwärtigen Bereich des Schiffs und an der unteren Emporenbrüstung. Außerdem sind die barocke Rosenkranzmadonna am Chorbogen, eine barocke Nachbildung des Altöttinger Gnadenbildes, die vielen von einer ehemals blühenden Wallfahrt nach Gisseltshausen zeugenden Opferkerzen im Chorraum, die Rotmarmor-Epitaphien für den Rottenburger Pfleger Christoph Viepeckh zu Habelsbach († 1610) und den Rottenburger Pfarrer und Dekan († 1697) sowie die 29 Grabgedenksteine an der südlichen Außenwand von Bedeutung. Von den letztgenannten Grabdenkmälern erinnert das älteste an den Pfarrer Hans Pluemhofer († 1488).

### Orgel
Ein Neubau von Johann Ehrlich aus Landshut aus dem Jahr 1855, der sich ursprünglich in Gisseltshausen befand, steht heute in der Filialkirche St. Florian in Helchenbach. Dort wurde die Orgel 1970 von Hermann Kloss aus Kelheim restauriert. Das mechanische Schleifladeninstrument hinter klassizistischem Prospekt umfasst sieben Register auf einem Manual und fest angekoppeltem Pedal. Die Disposition lautet wie folgt:
| I Manual CDEFGA–c3 |            |        |
| 1.                 | Gamba      | 8′     |
| 2.                 | Copel      | 8′     |
| 3.                 | Principal  | 4′     |
| 4.                 | Piffara    | 4′     |
| 5.                 | Quinte     | 6 1⁄2′ |
| 6.                 | Mixtur III | 2′     |

| Pedal CDEFGA–a |        |     |
| 7.             | Subbaß | 16′ |

Im Jahr 1958 wurde in der Gisseltshausener Filialkirche eine neue Orgel aufgebaut – ein Instrument mit 23 Registern auf zwei Manualen und Pedal von 1930, das sich zuvor in der 1950/51 erbauten Pfarrkirche St. Konrad in Landshut befand. Über den heutigen Verbleib der Orgel ist nichts bekannt.

## Bildergalerie

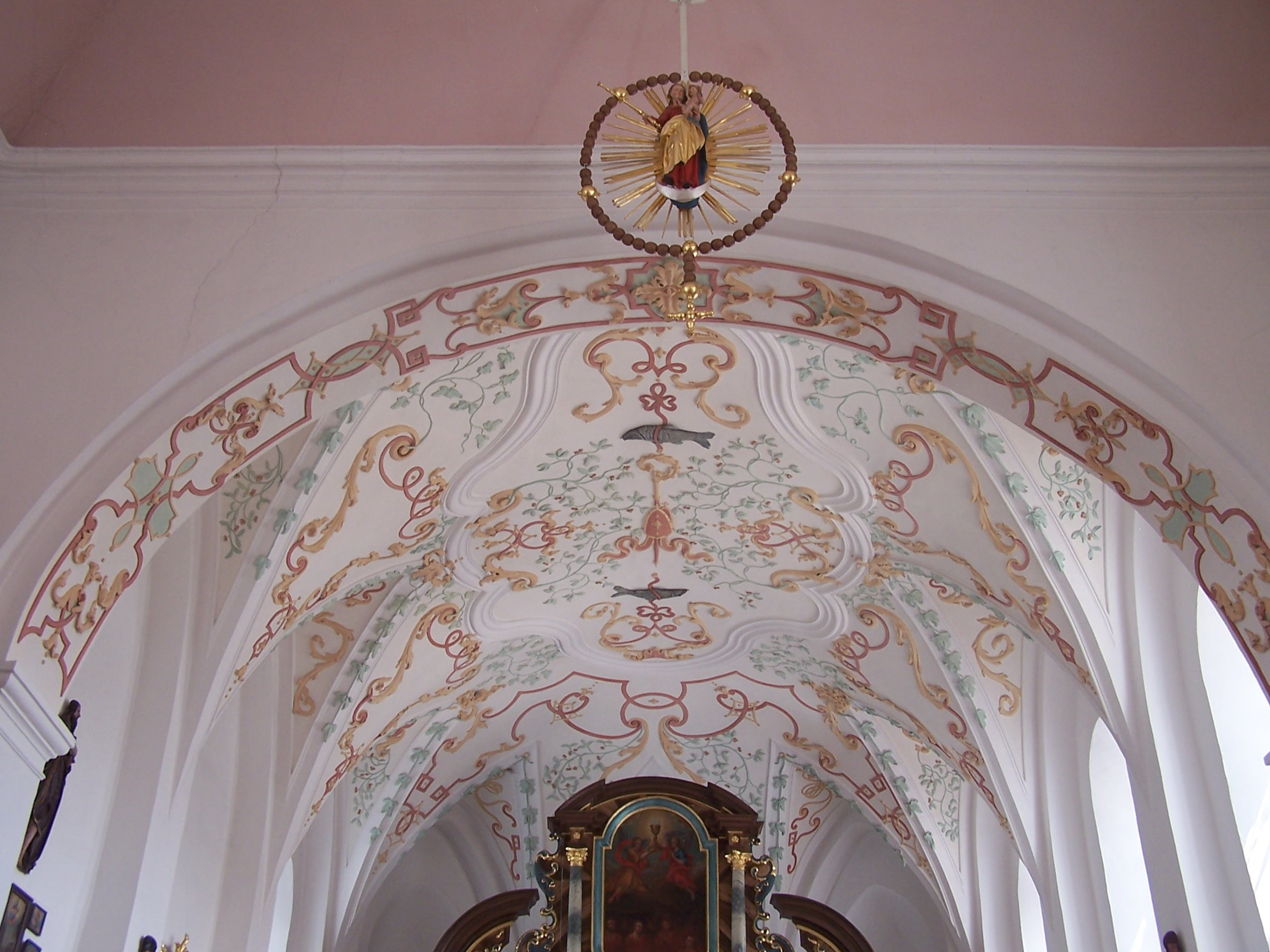
Ausstuckiertes Chorgewölbe
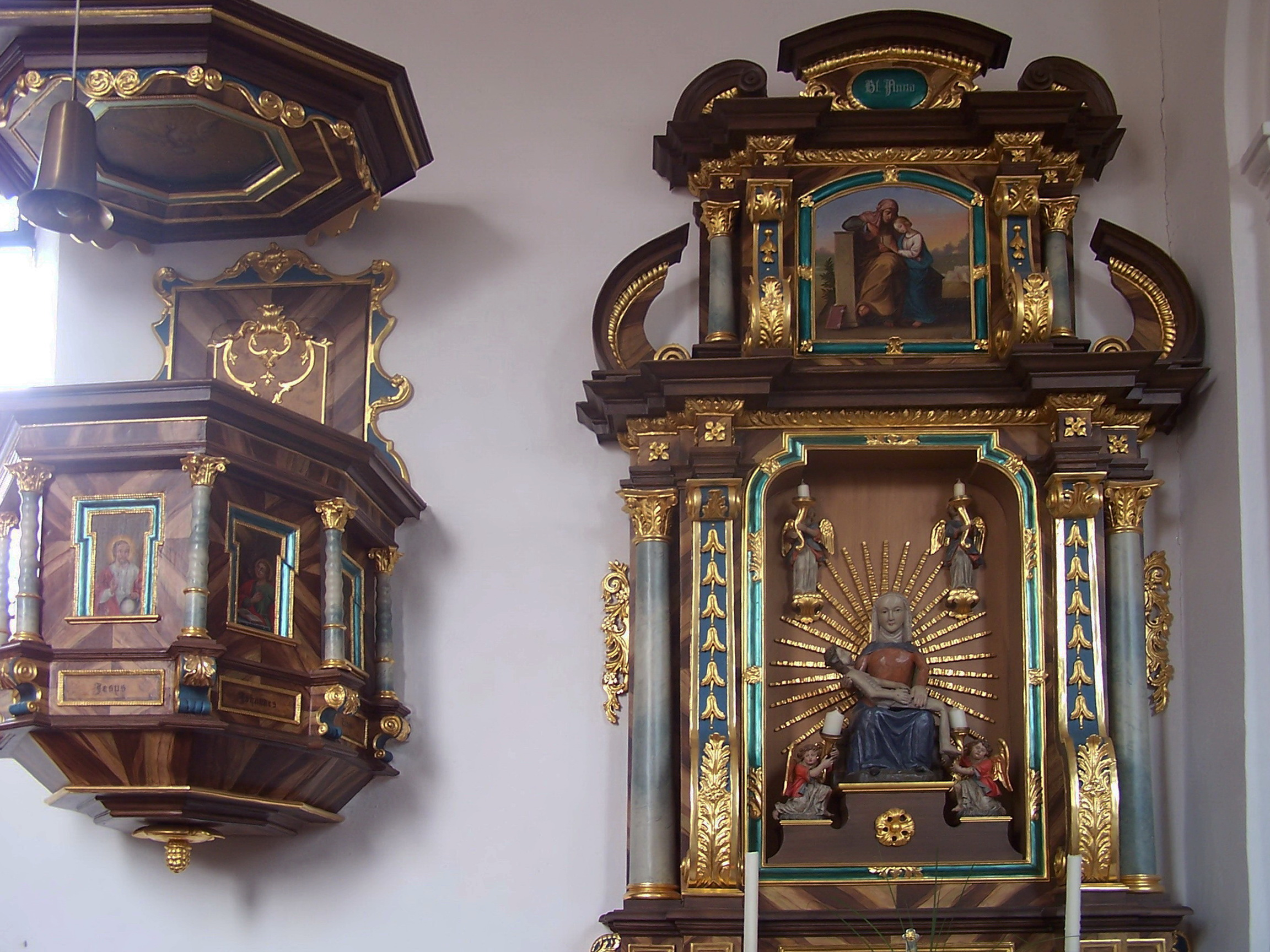
Linker Seitenaltar
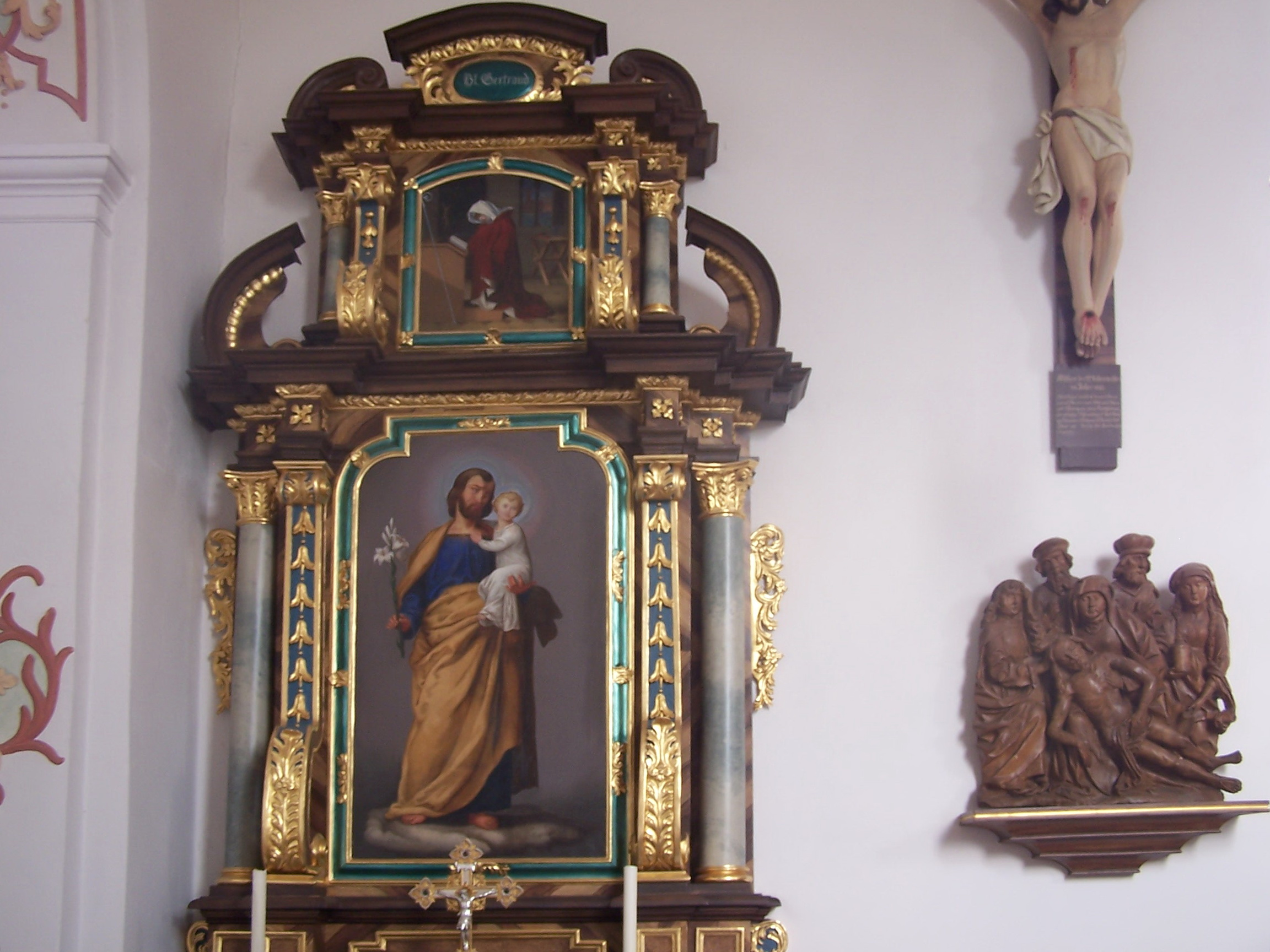
Rechter Seitenaltar
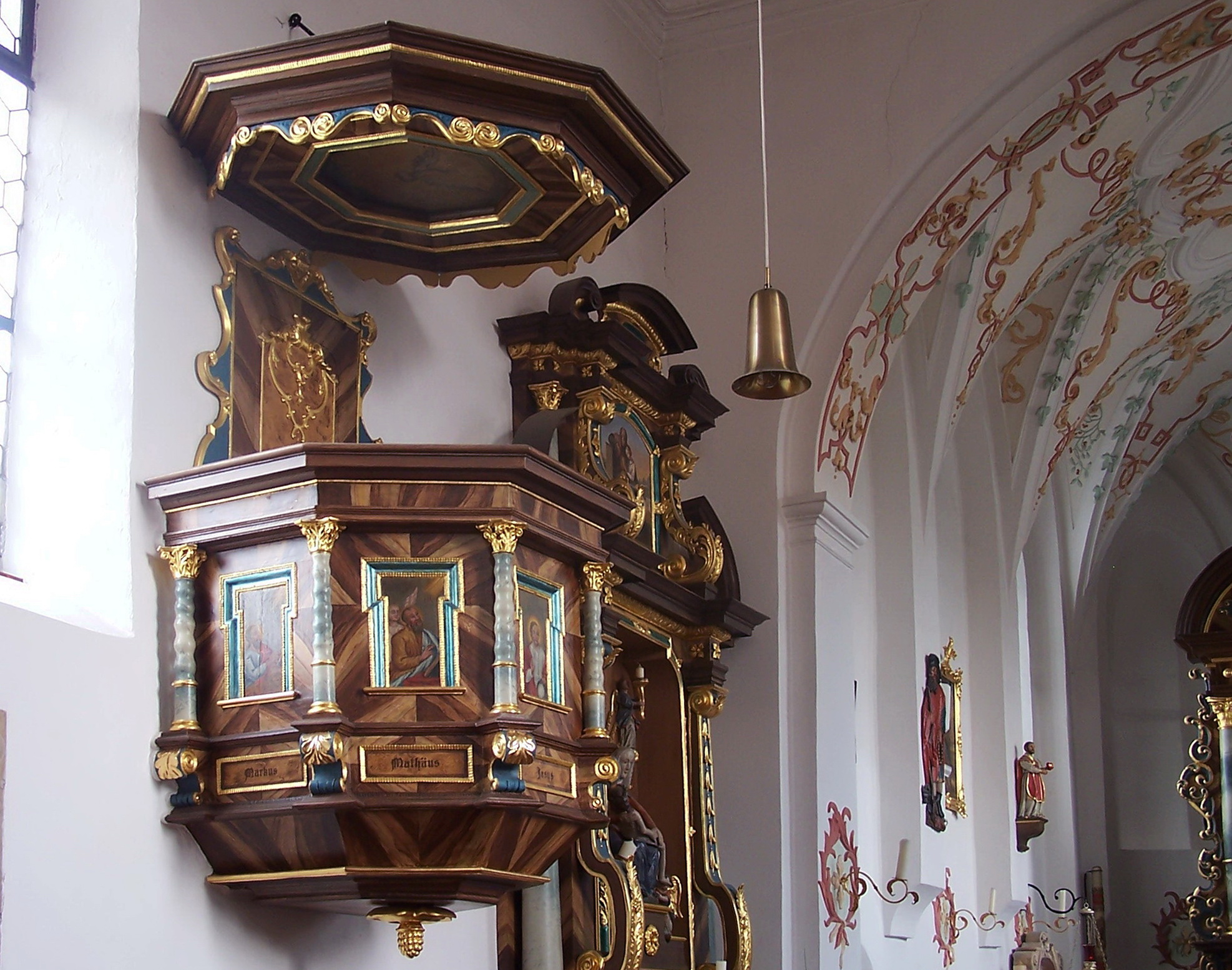
Barocke Kanzel
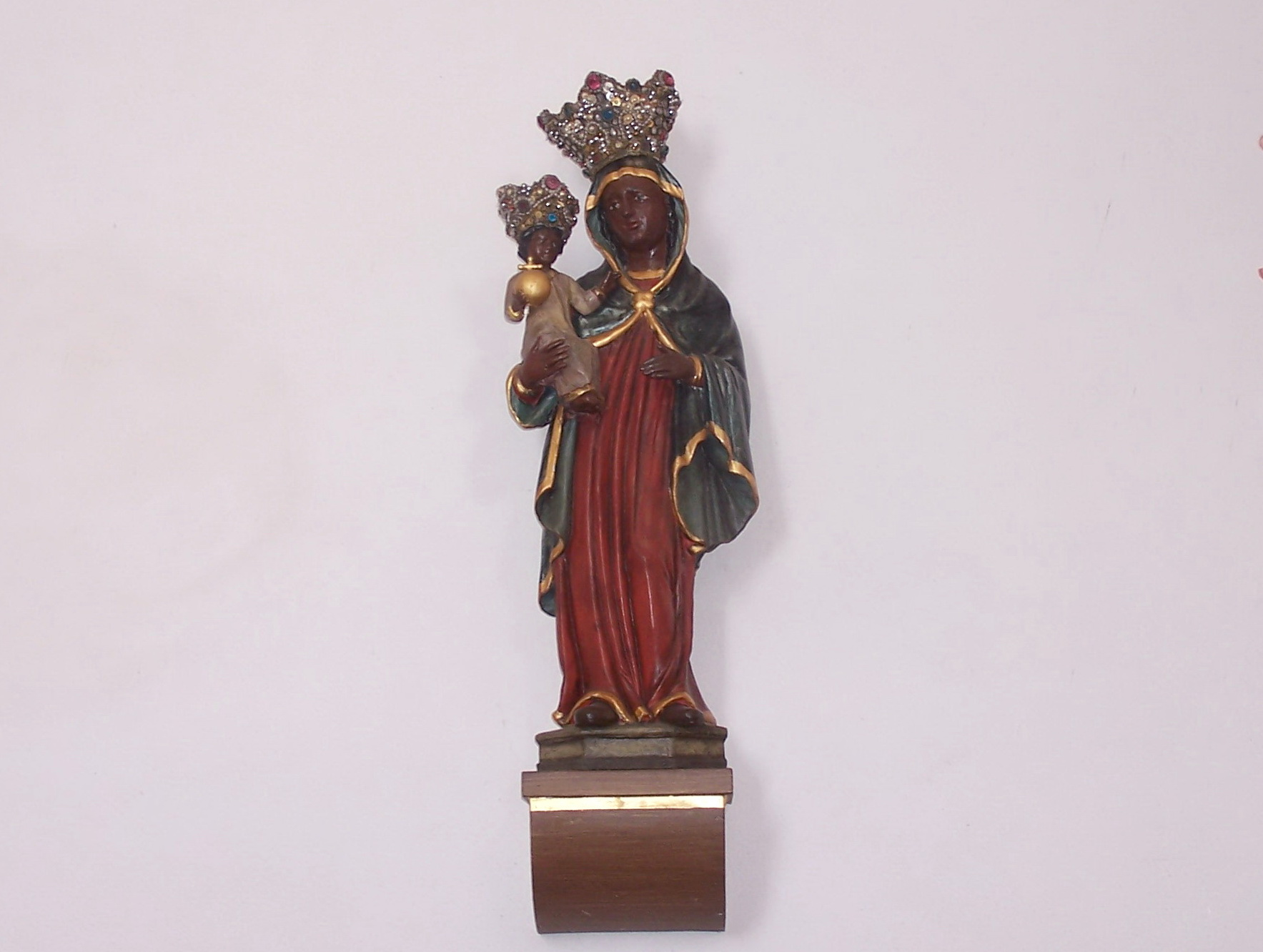
Barocke Altöttinger Madonna
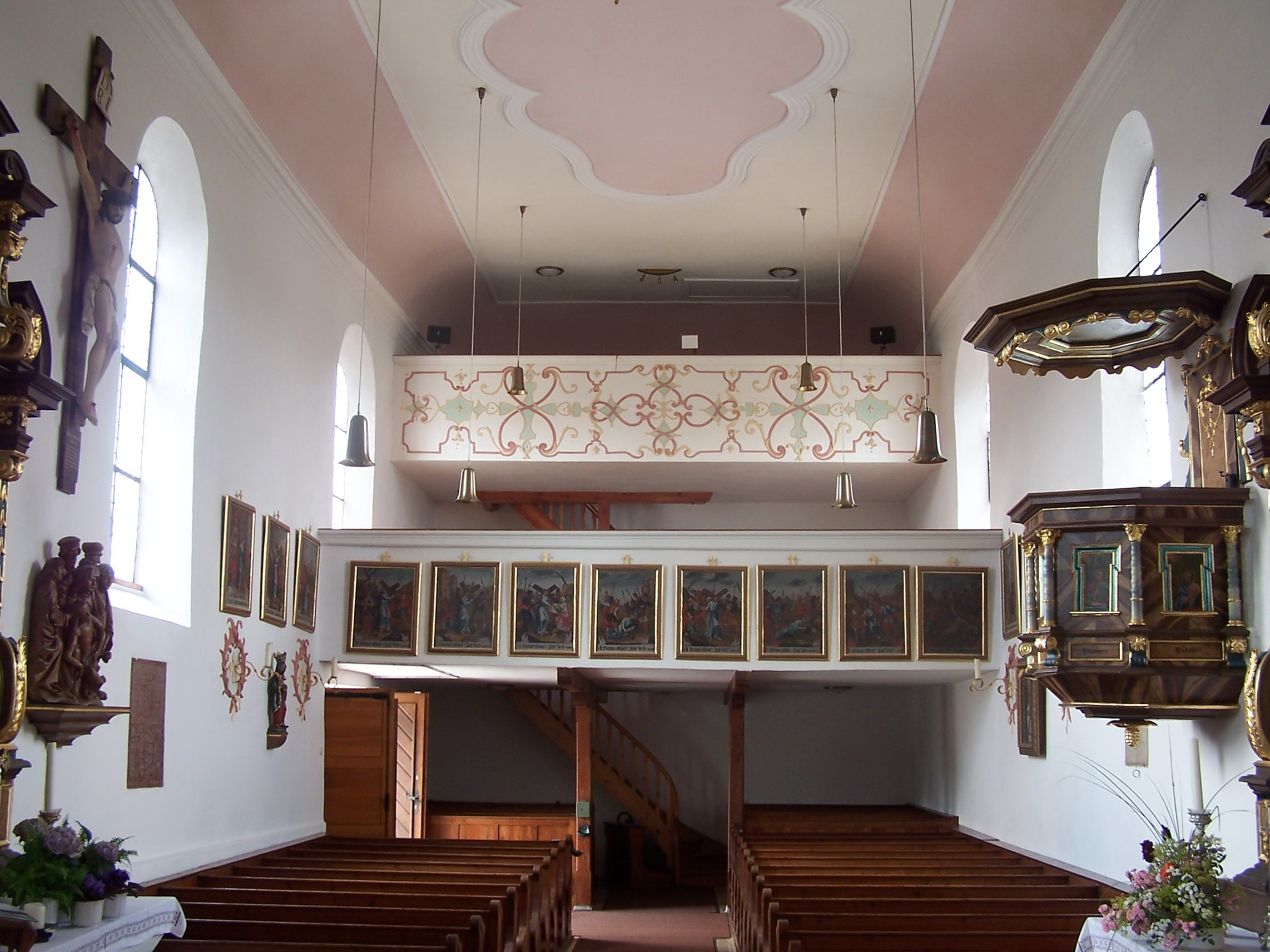
Blick zur Westempore